# Bán giải pháp
Bán giải pháp là phương pháp bán hàng. Thay vì chỉ quảng bá sản phẩm hiện có, nhân viên bán hàng tập trung vào các vấn đề của khách hàng và giải quyết vấn đề với các dịch vụ thích hợp (sản phẩm và dịch vụ). Độ phân giải vấn đề là những gì tạo thành một "giải pháp". Giải pháp bán hàng thường được sử dụng trong các tình huống bán hàng mà sản phẩm chỉ là một trong những yếu tố dẫn đến giải pháp. Thông thường, giải pháp thực sự phát triển sau quy trình bán hàng — như với các dự án xây dựng phần mềm hoặc kỹ thuật nhà máy lớn và các dự án xây dựng. Đó là điển hình cho các tình huống bán hàng giải pháp mà người mua chỉ hiếm khi mua một giải pháp như vậy và thay vào đó cần kiến thức về đối tác giải pháp.
Vậy định nghĩa của giải pháp là gì? Câu trả lời điển hình là, "Một câu trả lời cho một vấn đề." Tôi đồng ý với phản hồi này nhưng cảm thấy điều quan trọng là phải mở rộng định nghĩa. Vấn đề không chỉ cần được người mua thừa nhận, mà cả người mua và nhân viên bán hàng cũng phải đồng ý với câu trả lời. Vì vậy, một giải pháp là một câu trả lời được thỏa thuận chung cho một vấn đề được công nhận. Ngoài ra, một giải pháp cũng phải cung cấp một số cải tiến có thể đo lường được. Bằng cách cải thiện có thể đo lường, tôi có nghĩa là có trước và sau. Bây giờ chúng ta có một định nghĩa hoàn chỉnh hơn về một giải pháp; Đó là câu trả lời được chia sẻ chung cho một vấn đề được công nhận và câu trả lời cung cấp cải thiện có thể đo lường.— Keith M. Eades